# Knowledge Organization
Knowledge Organization: International Journal devoted to Concept Theory, Classification, Indexing, and Knowledge Representation è una rivista accademica, che pubblica articoli vagliati col sistema della peer-review. La rivista tratta di organizzazione della conoscenza, comprendendo in quest’ambito lo studio dei concetti, la classificazione, l’indicizzazione e la rappresentazione della conoscenza. La rivista è stata fondata nel 1973 da [Ingetraut Dahlberg, che ne è stata anche la prima direttrice. Attualmente pubblicata dalla Egon Verlag per conto della International Society for Knowledge Organization, portava in precedenza, fra 1974 e 1993, il titolo di International Classification.

## Indicizzazione e abstract
La rivista è indicizzata – in alcuni casi con abstract – in: Current Contents, Social & Behavioral Sciences, Social Sciences Citation Index, Inspec, Library and Information Science Abstracts, PASCAL, Referativny Zhurnal Informatica, Sociological Abstracts. Secondo il Journal Citation Report del 2017 il suo fattore di impatto è 0,559.